# عقعق مغاربي
العقعق المغاربي أو العقعق الإفريقي (الاسم العلمي: Pica mauritanica) هو نوع من الغُرابيات متوسطة الحجم طويلة الذيل التي تستوطن شمال غرب إفريقيا وتحديدًا المنطقة المغاربية حصرًا من المغرب شرقًا إلى تونس حيث يوجد بالموائل شبه المكشوفة ذات الأشجار والشجيرات المُتناثرة. كان يُصنف سابقًا نُويعةً من قريبه العقعق الأوراسي إلا أن الدراسات أظهرت اختلافاتٍ كافية لفصله لنوعٍ مُستقل.

## التصنيف
يُصنف العقعق المغاربي في جنس العقاعق النمطيّة (الاسم العلمي: Pica) الذي ينتمي إلى الفصيلة الغُرابيّة التي يُعرف أفرادها بشِدَّة الذكاء مُقارنةً بالحيوانات التي من نفس حجمها، وهي أذكى الطيور التي دُرست لحد الأن. كان يُنصف هذا النوع سابقًا نويعًا من العقعق الأوراسي (الاسم العلمي: Pica pica) تحت الاسم العلمي (Pica pica mauritanica) غير أن العقعق المغاربي يُظهر اختلافات شكلية وصوتية بارزة مُقارنة بقريبه الأوراسي. لقد أظهرت الدراسات التصنيفية والعلمية الوراثية الجُزيئية أن العقعق المغاربي مُختلف اختلافًا كافيًا لعده نوعًا مُنفصلًا. وجدت دراسة في 2018 أن العقاعق المغاربية هي شقيقة لفرع حيوي يشمل كل أفراد جنس العقاعق النمطية. اسم الجنس (Pica) من اللاتينية، ويُشير إلى العقعق. أما الصِفّة المُحددة (Mauritanica) لاتينية أيضًا وتُشير إلى مملكة موريطَنيّة.

## الانتشار والموطن

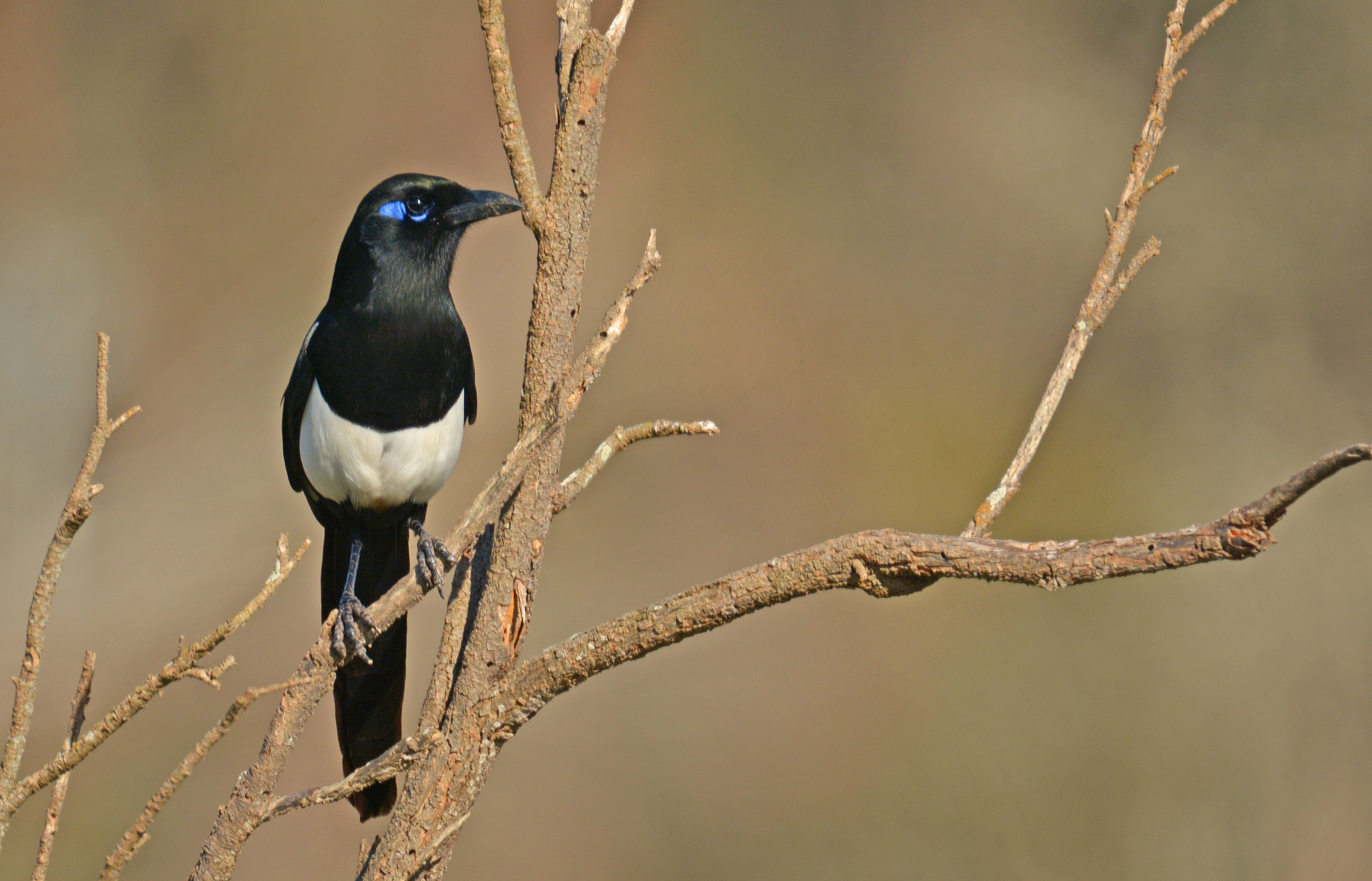
عقعق مغاربي في أكادير المغرب

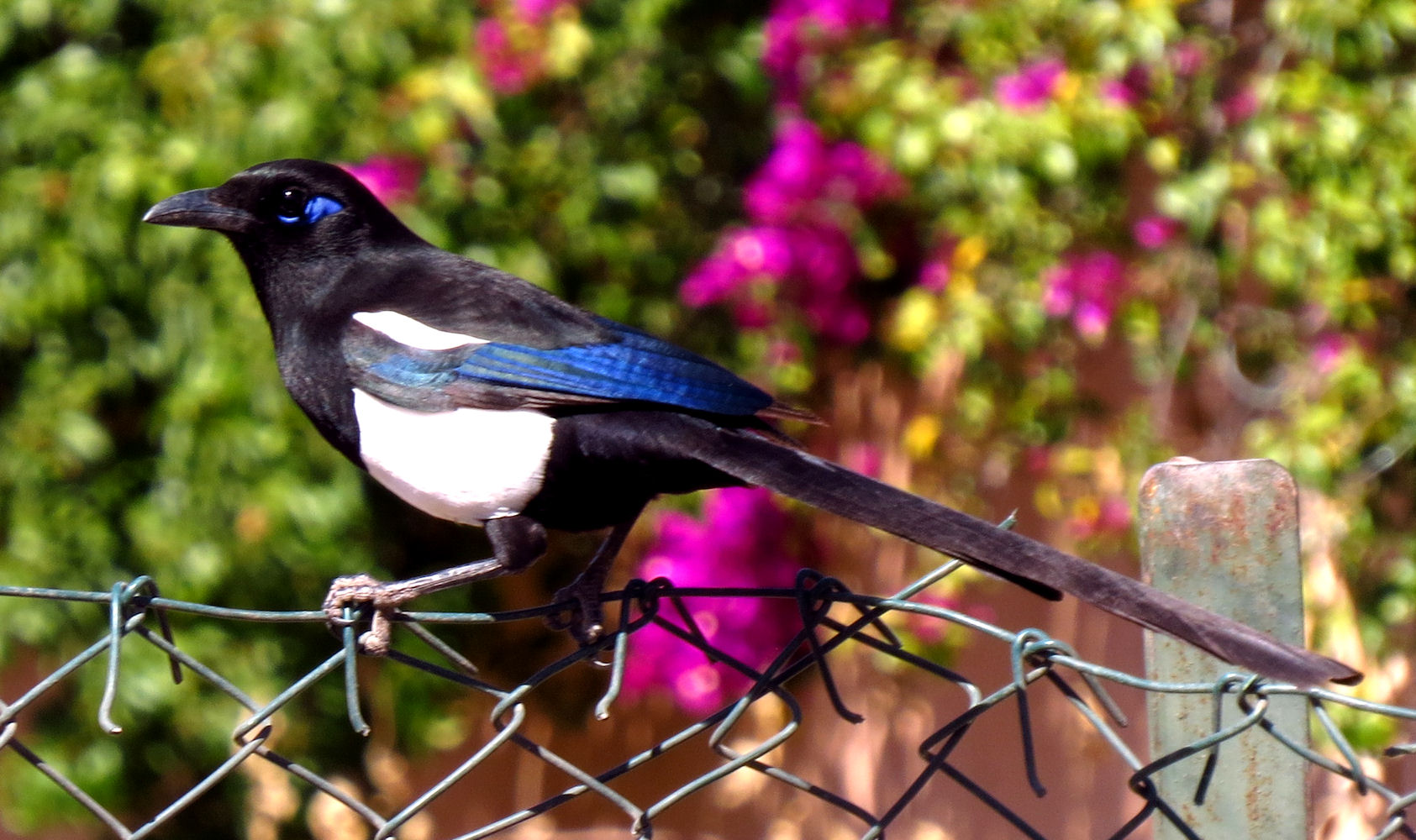
عقعق مغاربي في مراكش المغرب

العقعق المغاربي هو نوع مُتوطن في المنطقة المغاربية شمال غرب إفريقيا في المغرب والجزائر وتونس ويوجد هذا الطائر من مُستوى سطح البحر حتى 2500 متر فوقه، وهو مُقيم مُستقر غير مهاجر يبقى في مناطقه طول السنة وهو اجتماعي يعيش في أسراب صغيرة من 20 إلى 30 طائرًا لكن وخارج موسم التكاثر قد تتجمع بعض الأفراد في أسراب كبيرة قد تصل إلى 80 طائرًا ويزيد. غير أن بعض الطيور قد تقوم عَرَضيًا ببعض التحركات الداخلية في الشتاء عند الظروف الجوية الصعبة خصوصًا الطيور التي تعيش في المناطق المرتفعة مثل التي تقطن على ارتفاع 1500 متر في الأطلس المتوسط و1800 متر في الأطلس الكبير في المغرب. وفي الجزائر منذ 2016 لوحظ إشتاء بعض العقاعق المغاربية في بعض واحات غوفي والقنطرة جنوب جبال الأوراس لتُشكل أول التوثيقات لهذا النوع في هذه المناطق.
يوجد هذا العقعق عمومًا في الموائل المفتوحة ذات الأشجار والشُجيرات فهو يُفضل الأحراج المكشوفة خاصة تلك التي تحتوي على السنديان الأخضر والسنديان الفليني وكذلك الأيِك التي تضم العرعار والزيتون والعرعر وخاصةً تلك ذات الشُّجَيرات والأشجار الشوكيّة مثل الأرگان والزعرور، يوجد في أطراف الأحراج أو الفُسحات داخلها أيضًا، وفي الموائل ذات النباتات النهرية مثل المُرَّان والجَوز، يوجد في السهوب مُتناثرة الأشجار والشُجيرات مثل السنط والزفيزف واليَتُّوعُ أيضًا. يُمكن العثور على العقعق المغاربي في الأراضي الزراعية والمراعي أيضًا ويوجد قرب القُرى في المناطق الريفيةأحيانًا، ويوجد في بعض المُدن والمناطق السكنية.

## الوصف

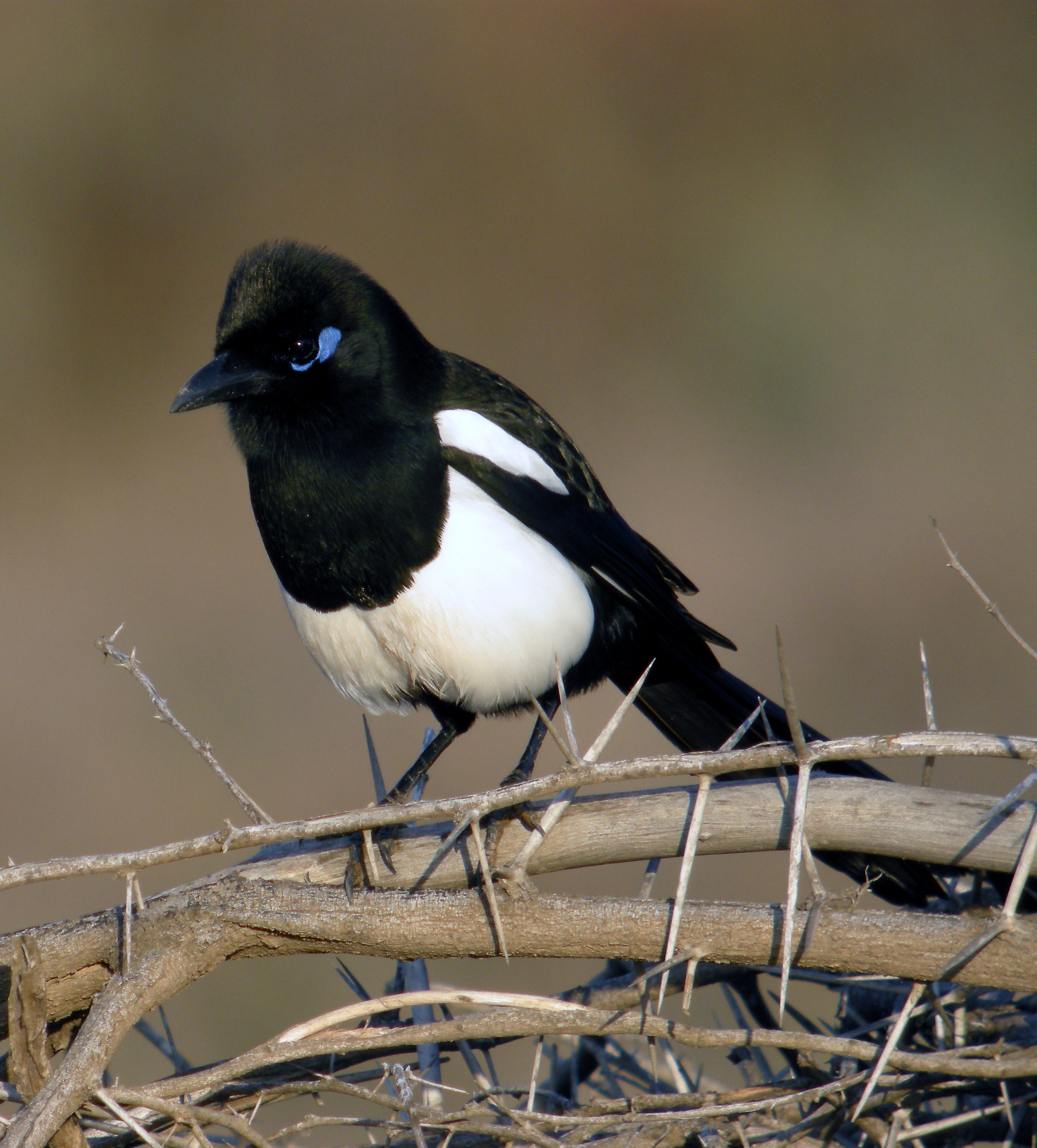
عقعق مغاربي في مدينة أكادير المغرب

العقعق المغاربي طائر متوسط الحجم يصل طوله إلى 48 سم، أما وزنه فيصل إلى 180 غم. الرأس والصدر والظهر والكواسي السُفلى للذيل والأفخاذ سوداء ذات لمعان أخضر أو أرجواني خفيف في حين أن المناكب والبطن بيضاء ناصعة، الأجنحة مُدَوَّرة وسوداء والطيرانية والخوافي زرقاء معدنيّة لامعة والقوادم بيضاء ذات حواف داكنة تظهر فقط عندما تكون الأجنحة مفرودة، الذيل أسود وطويل. يتميز المغاربي مقارنةً مع العقعق الأوراسي برُقعة زرقاء خالية من الريش تتموضع أسفل العين وخلفها، والذيل أطول وغير لامع، والأجنحة أقصر قليلًا ومنطقة البطن والمناكب البيضاء أضيق. الطيور اليافعة شبيهة بالبالغين لكنها أبهت والأجزاء السوداء من كِسوتها أكثر قتامة وغير لامعة بينما الأجزاء البيضاء أقل نصاعة.

## السلوك

### الغذاء
العقعق المغاربي قارت المأكل، حيث يضم نظامه الغذائي اللافقاريات مثل الخنافس بالإضافة إلى السحالي والضفادع والثدييات الصغيرة، ويستهدف أعشاش الطيور الأخرى من أجل البيض والفراخ ويقتات على الجيف مثل جيف الحيوانات التي تُدهس على الطرقات أيضًا. يتغذى على البذور والفواكه كُلما توافرت وعلى مُخلفات طعام الإنسان في المناطق الحضرية أيضًا.

### التفريخ

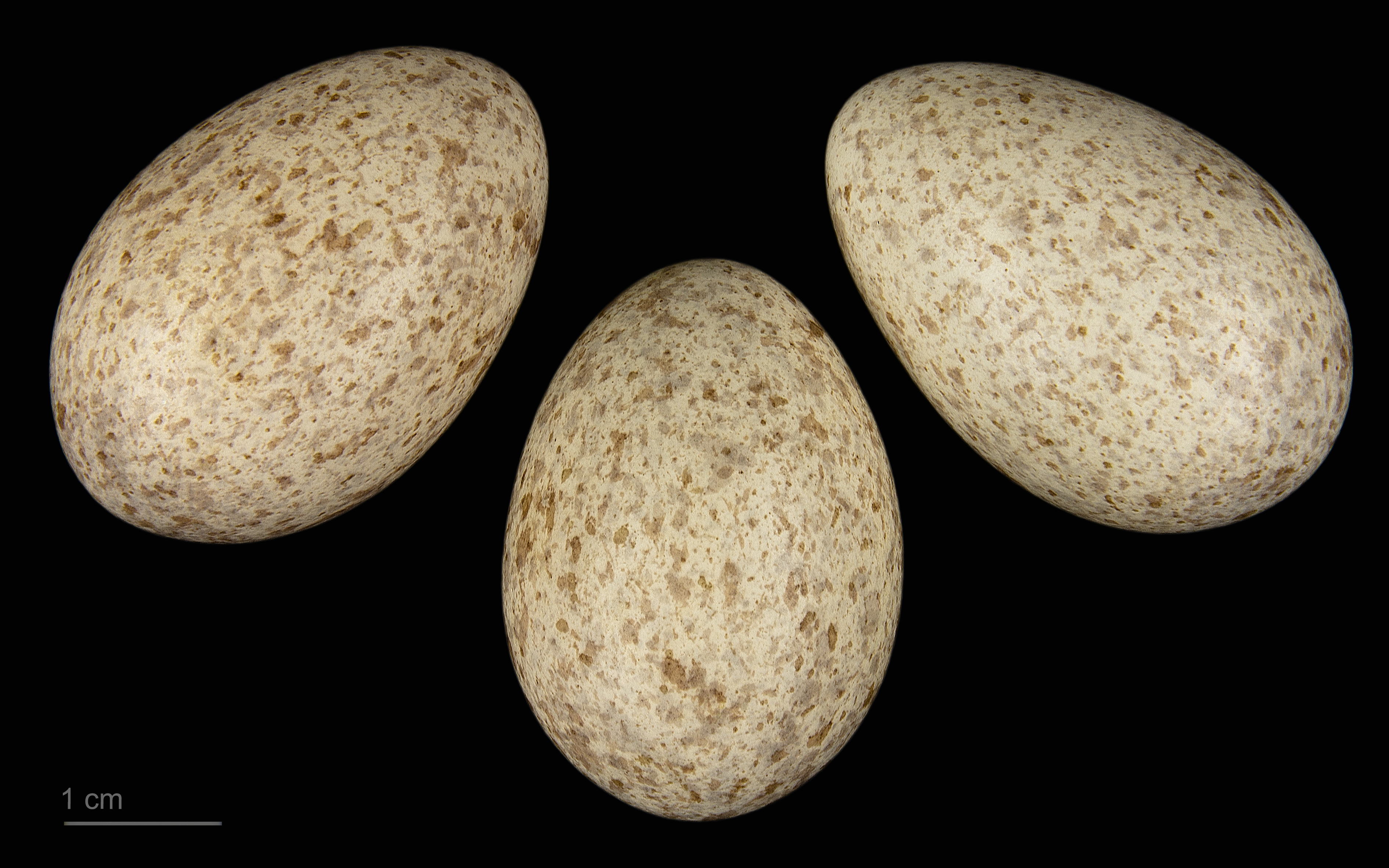
بيض العقعق المغاربي

يبدأ موسم التفريخ لدى العقاعق المغاربية اعتمادًا على المنطقة والارتفاع لكنه عمومًا أبكر من العقاعق الأوراسية بدءًا من فبراير/شباط إلى أبريل/نيسان، وتكون حضنتها وبيضها أصغر في الحجم وقد يُفسر هذا بأن موطنها أحرُّ ولأن موارد الغذاء أقل. تُعشش هذه العقاعق على الشُّجيرات الشائكة التي يراوح ارتفاعها من 1.5 إلى 5 أمتار ولوحظ تجنبها للشُّجيرات غير الشائكة ولو توافرت، وتُعشش في الأشجار التي يُراوح إرتفاعها من 3 إلى 5 أمتار أحيانًا. العُش كبير مُقبب الشكل يبنيه الزوجان وهو مُكون من العيدان الشائكة والأغصان وله مدخل من الجانب ويُبطناه بالألياف وشعر الحيوانات، تتكون الحضنة غالبًا من 4 إلى 6 بيضات زرقاء مُخضرة شاحبة وأحيانًا زيتونية ضاربة للبُنيّ، تكون في أحيانٍ دون علامات وأخرى تكون مُلطخة ومُبقعة بالرمادي والزيتونيّ البُنيّ. تحضن الأنثى البيض لما يُقارب 15 إلى 21 يومًا بينما يُطعمها الذكر ويحمي منطقة العُش من امُفترسات وبعد ما يُقارب 25 يومًا أو يزيد تتريش الفراخ.
قد يتطفل الوقواق المرقط الكبير على أعشاش العقعق المغاربي خاصةً في منطقة سوس حيث يُفرخ بانتظام نوعًا ما منذ أول التوثيقات المؤكدة سنة 1990 مع أنه مفرخ نادر جدًا في شمال إفريقيا خارج هذه المنطقة، حيث وُثقت أول الحالات في تونس بمنطقة السبيخة سنة 2017 وفي شمال شرق الجزائر بسنة 2019. يؤثر تطفل هذه الطيور على أعشاش العقعق على نسبة نجاح التفريخ، فعلى الرغم من عدم تخلص فراخ الوقواق من فراخ العقعق بعد فقسه إلا أن هذه الأخيرة قد تموت جوعًا بسبب عدم قدرتها على منافسة الفراخ المُتطفلة على الغذاء.

## حالة الحفظ
يُصنف الاتحاد الدولي لحفظ الطبيعة العقعق المغاربي نوعًا غير مُهدد. انتشاره واسع في نطاقه ولكنه غير شائع إلى حدٍ ما وموضعي؛ نادر جدًا في تونس وأعداده تتناقص في بعض مناطق المغرب. لا يُعرف الكثير عن هذا النوع، ولا معلومات حول عدد الجمهرة وحالتها.
يقتصر انتشار هذا النوع في تونس على مساحة صغيرة وهو مهدد بالانقراض. ولهذا السبب، طُوِّر مشروع تقييم توزيع وقابلية تأثر العقعق المغاربي لدراسة الطيور الموجودة في تونس وفي الجزائر والمغرب. في الجزائر يُعد هذا النوع محميًا. أما في المغرب فيُعد من الطيور التي قد تصبح ضارة في القرارات السنوية للصيد حيث يُتاح للصيادين قنصه عند بداية موسم الصيد إلى أواخر فبراير أيام الأحد والأعياد الوطنية دون وضع قيود للعدد المسموح.